# Tirarinetta kanunka
Tirarinetta kanunka är en utdöd fågel i familjen änder inom ordningen andfåglar. Den beskrevs 2008 utifrån fossila lämningar från pleistocen funna i Australien.